# Іскандар Кудратуллах Мухаммад
Іскандар Кудратуллах Мухаммад (д/н — бл. 1854) — 18-й султан Магінданао в 1830—1854 роках. Повне ім'я Іскандар Кудратуллах Мухаммад Джамал уль-Азам. Більш відомий як Султан Унтонг або Кударат II. Деякі іспанські документи називають його Іскандаром Кударатом Пахар уд-Діном.

## Життєпис
Праонук султана Фахар уд-Діна. Син дату Раджи Туа, сина Султан Іскандар Зулкарнайна (відомого також  як дату Найн), правителя Сібугаї. Замолоду звався Утонг, отримавши титул дату. 1830 року після смерті султана Каваси почалася боротьба за владу між дату Нанйном і дату Мусою (сином Каваси). Невдовзі Раджа Туа зрікся прав на користь Утонга. В цю справу втрутився іспанський генерал-губернатор, граючи на протиріччях між претендентами. Спочатку визнали Мусу правителем, який пообіцяв територіальні та інші поступки.
В цей час повстав Майтум, султан Багу-інгед (в регіоні Буаян), онук Баян ал-Анвара, султана Магінданао. За цим Майтум визнав Утонга султаном. Втім війна тривала до 1837 року, коли зрештою він здобув перемогу на дату Мусою. Втім надав синові останнього — Макакві титул й володіння раджи муди. Але вимушен був укласти з Іспанією мирний договір, за яким іспанці отримали право розмістити залогу в столиці султанату — Котабато та звести церкву в Тамонтаці. Змінив ім'я на Іскандар Кудратуллах Мухаммад.
У 1845 році був змушений ратифікувати угоду між стрийком Джамал уль-Аламом (відомого як Дату Дакула), дату Сібугая, за якою іспанці отримали важливі землі в нижній течії річки Пулангі. Але фактично саботував  цей процес. Восени 1851 року іспанці завдали султанові поразки, змусивши виконати обіцяне. 1854 року рушив на збори до Джамал уль-Алама, де таємничо зник. Підозрювали викрадення та вбивство іспанцями. Трон перейшов до Макакви.